# お台場湾岸テレビ (テレビドラマ)
『お台場湾岸テレビ』（おだいばわんがんテレビ）は、2006年10月18日から2006年12月21日まで、フジテレビ系の「青春★ENERGY」枠（毎週水曜日00:45〜01:08（JST））で放送されていたテレビドラマ。

## あらすじ
主人公・星成和は、バイトのADとして、お台場の裏にある架空の放送局「お台場湾岸テレビ」に入社した。ある日、同局の社長である小倉社長は、50周年記念としてドラマを製作すると言い出す。隣のフジテレビで見つけた演出家・有働針哲彦の監督の下、守衛にフジテレビでの無断撮影を許可され、50周年記念ドラマ『シローのはらわた』の製作を開始する。

## キャスト
お台場湾岸テレビ局員
- 星成和（ほしなるとも） - 高岡蒼甫：ドラマAD
- 有働針哲彦 - 岸部シロー：ドラマ演出家
- 立川源介 - 酒井敏也：CAM
- 香野かれん - 平田薫
- 山崎部長 - 山崎弘也（アンタッチャブル）
- 柴田プロデューサー - 柴田英嗣（アンタッチャブル）
- 12年目先輩AD - 田中卓志（アンガールズ）
- 新人AD - 山根良顕（アンガールズ）
- 湾テレ美術 - 竹山隆範（カンニング）
- 守衛 - マギー
- 須藤真理子 - 今井陽子：メイク
- 冨子 - 池谷のぶえ：経理
- 糸田透子 - 猪俣ユキ：音声
- 煙山一 - 馬場祐樹：照明
- お台場湾岸テレビ・小倉社長 - 小倉久寛
- 中野美奈子 - 中野美奈子（フジテレビアナウンサー、2話）
- 関根局長 - 関根勤（9話）

## スタッフ
- 脚本：山崎愛里幸、大畑英明、門間宣裕、北本かつら、渡辺啓
- プロデュース・演出：関卓也
- 演出：大木綾子、七高剛

## サブタイトル
- 第1話「貧乏テレビ局の奮戦ドラマ」
- 第2話「中野アナと！？フォーカス！？」
- 第3話「田中＆山根の主役は俺達だ！？」
- 第4話「怒り狂う竹山がゾンビに変身」
- 第5話「美人女子高生の流血は昼夜に」
- 第6話「女優にドッキリ生放送決行！」
- 第7話「雨に濡れる乙女心はロンリー」
- 第8話「全員変装してハワイに行こう」
- 第9話「関根勉局長の身勝手モノマネ」
- 第10話「最後の殺人鬼！小さな奇跡」

## 備考
- 主題歌はBay City Rollersの「I only want to be with you」（邦題：二人だけのデート）の日本語カバー（小西大樹）
- オープニングは主演の高岡蒼甫をはじめとした出演者総勢で主題歌となった「I only want to be with you」に合わせてダンスを踊っている。

## ＤＶＤ
- お台場湾岸テレビ（2007年4月18日、フジテレビジョン）ASIN: B000M2EBSI
- お台場湾岸テレビ（初回限定版）（2007年4月18日、フジテレビジョン）ASIN: B000M2EBS8